# Malá země
Malá země (rusky Малая земля) je strategická oblast o rozloze zhruba 30 km čtverečních okolo mysu Myschako (rusky Мысхако) se stejnojmennou obcí na pobřeží Cemeského zálivu nedaleko ruského města Novorossijsk. 4. února 1943 se zde vylodila v týlu Wehrmachtu jednotka rudoarmějců vedená majorem Cezarem Kunikovem. Osm set vojáků se na malém území ubránilo německé a rumunské přesile 225 dní, dokud Sověti nedobyli Novorossijsk. Exklávě se začalo říkat Malá země v narážce na označení SSSR jako Velké země.

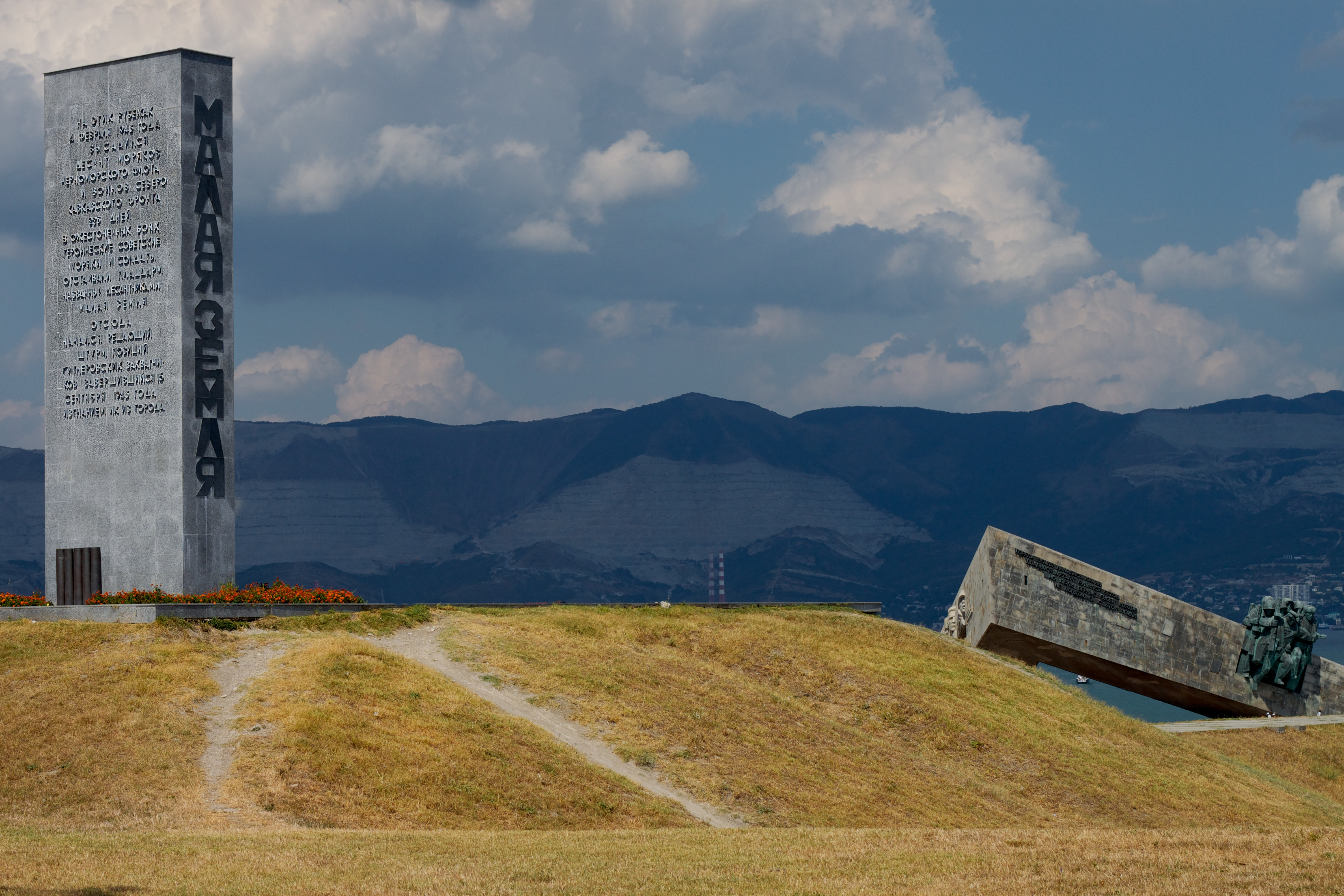
Památník v místě námořního výsadku

Bojů o Malou zemi se zúčastnil jako politruk pozdější sovětský vůdce Leonid Iljič Brežněv. Události popsal ve své autobiografické trilogii Malá země, Vzkříšení a Celina. Dobová propaganda proto význam operace zveličovala, jako by šlo o nejdůležitější událost války.